# Kalophrynus eok
Espèce
Statut de conservation UICN

 DD  : Données insuffisantes
Kalophrynus eok est une espèce d'amphibiens de la famille des Microhylidae.

## Répartition
Cette espèce est endémique de l'État de Sarawak en Malaisie orientale, sur l'île de Bornéo. Elle n'est connue que par son holotype découvert dans les environs de Bario, non loin de la frontière indonésienne, à environ 1 050 m d'altitude,.

## Description
Le seul individu prélevé mesurait 26,3 mm. Son dos était rouge brique avec une bande violacé entre les yeux. Son ventre était rosé.

## Étymologie
Son nom d'espèce, eok, mot employé par la tribu Kelabit pour dire « petit », lui a été donné en référence à sa petite taille.

## Publication originale
- Das & Haas, 2003 : A new Species of Kalophrynus (Anura: Microhylidae) from the Highlands of North-Central Borneo. Raffles Bulletin of Zoology, vol. 51, no 1, p. 109-113 (texte intégral).